# Златна малинка
Наградите „Златна малинка“ (на английски: The Golden Raspberry Awards, Razzies) са контрапункт на наградите „Оскар“ на филмовата академия на САЩ, които се присъждат за най-лошите актьорски изпълнения и най-слабите филми, сценарии, режисура и филмова музика. Наградите са учредени от американския публицист Джон Уилсън и присъдени за първи път през 1981 година.
Антинаградата представлява пластмасова фигурка на малина върху ролка с филмова лента, напръскана със златиста боя, оценена на 4.89 щатски долара. Изборът на символа е свързан с жаргонното значение на английската дума raspberry: „освирквам“, „дюдюкам“.
По традиция, номинациите за „Златна малинка“ се оповестяват в деня преди Филмовата академия да обяви номинациите за оскарите, и „победителите“ стават известни също един ден преди церемонията по връчването на официалните награди.

## Рекорди
- Актьорът с най-много номинации и „награди“ „Златна малинка“ е Силвестър Сталоун – с 33 номинации (включително и „изкупителната награда“ Златна малинка за 2016 г.) и 10 „награди“.
- Актрисата с най-много номинации и „награди“ е Мадона – с 15 номинации и 9 „награди“.
- През 2004 г. Бен Стилър постига рекорд с пет номинации за „Златна малинка“ за ролите си в пет различни филма през годината: „Завръщането на Поли“ („Along Came Polly“), „Водещият“ („Anchorman“), „Големи топки“ („Dodgeball“), „Завист“ (Envy) и „Старски и Хъч“ („Starsky & Hutch“).
- Актьорът Еди Мърфи също е рекордьор през 2007 година с пет номинации в различни категории, но за един и същ филм, „Норбит“ („Norbit“): три номинации за трите различни роли, които изпълнява, една номинация за екранна двойка (отново във връзка с множеството си актьорски превъплъщения) и една – за най-слаб сценарий.